# Leucopaxille gigantesque
Leucopaxillus giganteus
 (septembre 2014).
Si vous disposez d'ouvrages ou d'articles de référence ou si vous connaissez des sites web de qualité traitant du thème abordé ici, merci de compléter l'article en donnant les références utiles à sa vérifiabilité et en les liant à la section « Notes et références ».
Espèce
Le Leucopaxille gigantesque (Leucopaxillus giganteus) est une espèce de champignons de la famille des Tricholomataceae, dégageant une sorte de lait lorsqu'on en touche les lamelles.

## Habitat
Il pousse habituellement sur les sols rocheux près des bois de hêtre ou de conifères[réf. nécessaire].
C'est un champignon saprophyte. Il se développe le plus souvent en groupes, formant parfois des ronds de sorcières.

## Développement
Lors des périodes plutôt sèches de juillet à octobre.

## Données générales
Ce champignon est l'une des plus grosses espèces de Tricholomatacées.
Considéré comme comestible par certains, il peut toutefois être mal digéré par d'autres. Malgré sa consistance intéressante, il sera donc préférable d'éviter sa consommation.
- Chapeau : de 10 à 30 cm ou plus, ombiliqué et en entonnoir, duveteux sur une marge  sinuée et lisse, blanchâtre, parfois zoné selon le degré hydrométrique
- Lames : fines, serrées et décurrentes, de couleur blanchâtre à crème
- Anneau (champignon) : néant
- Pied : massif, trapu, court et coriace, de la même couleur que le chapeau.
- Chair : blanche, odeur fongique agréable un peu aromatique [3]
- Période de cueillette : à partir du début de l'été et jusqu'au milieu de l'automne
- Biotopes : prés pâturés ou non, jardins, parcs clairières et lisières de bois pour peu qu'il y ait de l'herbe
- Spores : blanches.
- Confusions : peu probable en raison de l'immuabilité de la couleur et la taille peu commune